# Medal Ruchu Oporu
Medal Francuskiego Ruchu Oporu lub dosł. Medal Francuskiego Oporu (fr. Médaille de la Résistance Française) – francuskie odznaczenie ustanowione przez generała Charles'a de Gaulle'a w 1943, nadawane za zasługi w walce z hitlerowcami najbardziej zasłużonym bojownikom Ruchu Oporu oraz żołnierzom Sił Wolnych Francuzów w czasie II wojny światowej.
Rozkazem z dnia 2 listopada 1945 ustanowiono starszy stopień odznaczenia: Medal z Rozetą (Médaille de la Résistance avec Rosette).
W 1954 ustanowiono osobny Krzyż Kombatanta-Ochotnika Ruchu Oporu – pamiątkowe odznaczenie dla weteranów Ruchu Oporu.

## Zarys historii
Medal Francuskiego Oporu otrzymało łącznie ponad 64 000 osób, z czego 20 000 przyznano pośmiertnie. 
Medal otrzymywali zarówno żołnierze sił Wolnych Francuzów, jak i członkowie Ruchu Oporu, walczący z niemiecko-włoską okupacją (Résistance  dosłownie oznacza Opór/Sprzeciw, który dzielono na wewnętrzny i zewnętrzny). W celu odznaczenia aktów najwyższego uznania w 1940 ustanowiono Order Wyzwolenia (fr. Ordre de la Libération).
Medal jest noszony na czerwono-czarnej wstążce, a oznaką medalu jest krzyż lotaryński z wybitymi cyframi rzymskimi: XVIII.VI.MCMXL, oznaczającymi datę 18 czerwca 1940, czyli datę apelu gen. de Gaulle'a oraz początek oporu zewnętrznego i wewnętrznego. Na rewersie odznaczenia wyryto słowa: PATRIA NON IMMEMOR (Ojczyzna nie zapomina).

## Zasady nadawania
Medal Francuskiego Oporu stanowił nagrodę za zasługi w działalności dla bardzo zasłużonych bojowników Ruchu Oporu oraz żołnierzy Sił Wolnych Francuzów i Francuskiej Armii Wyzwolenia.
Odznaczeniem, które stanowiło pamiątkę za służbę w Ruchu Oporu (odpowiednik polskiego Krzyża Partyzanckiego) stanowił Krzyż Kombatanta-Ochotnika Ruchu Oporu.